# Russische Kolonisation
Die russische Kolonisation war ein Prozess der Erschließung oder Eroberung neuer Gebiete durch das Großfürstentum Moskau und das Zarentum oder Kaiserreich Russland. Sie zeichnete sich im Gegensatz zur Kolonisation der meisten anderen europäischen Kolonialmächte dadurch aus, dass sie nicht auf Gebiete in Übersee abzielte, sondern vor allem auf kontinentale Expansion in angrenzende Gebiete wie Nord- und Zentralasien setzte. Dies ging oft mit Binnenkolonialismus einher. Dies war zum einen durch das jahrhundertelange Fehlen eines vollwertigen Zugangs zu den Weltmeeren bedingt, zum anderen durch das Vorhandensein großer, zum Teil relativ dünn besiedelter Landmassen in direkter Nachbarschaft.
Lenin (in Der Imperialismus als höchstes Stadium des Kapitalismus) stellt Russland 1914 als zweitgrößte Kolonialmacht hinter dem Vereinigten Königreich und vor weiteren Großmächten wie Frankreich, Deutsches Reich, den Vereinigten Staaten und weiteren Staaten dar.

Russisches Reich zur Zeit seiner größten Ausdehnung 1815–1860. Die Ausdehnung des russischen Reiches zeigt deutlich die Bedeutung des russischen Kolonialismus.

## Binnenkolonialismus des zaristischen Russlands
Seit dem 16. Jahrhundert dehnte sich Russland in sechs Richtungen aus: in Sibirien, in Mitteleuropa, in Skandinavien, in Zentralasien, im Gebiet des Kaukasus und auf dem Balkan.

### Sibirien und Amerika

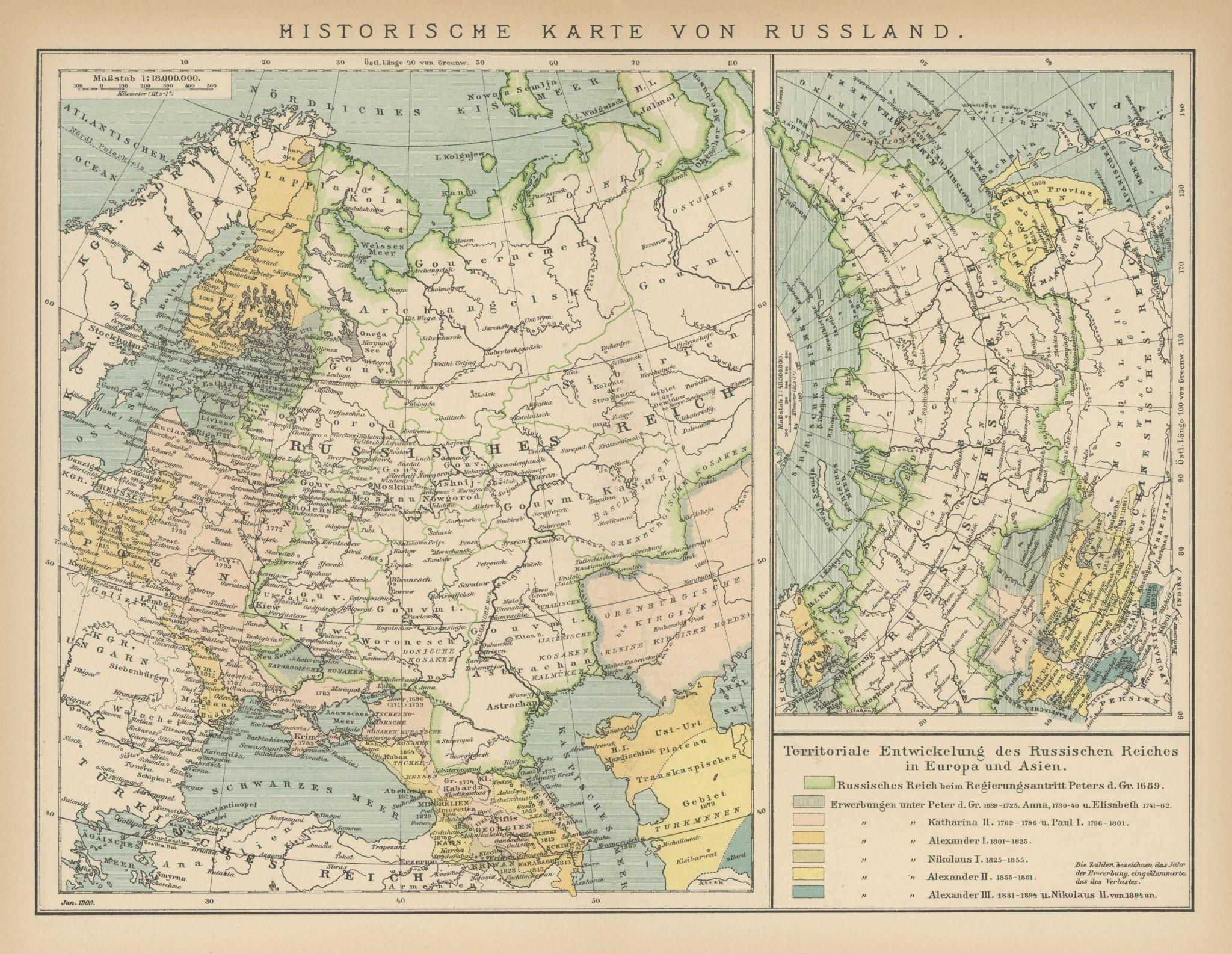
Territoriale Expansion Russlands in Europa und Asien ab 1689

Zu einem Vielvölkerstaat wurde Russland erstmals nach der Eroberung der tatarischen Khanate Kasan und Astrachan in den Jahren 1552 und 1556. Im Jahr 1558 erteilte Zar Iwan IV. dem Kaufmann Anikej Stroganow ein großes Lehen am damaligen östlichen Rand des russischen Siedlungsgebiets, entlang der Flüsse Kama und Tschussowaja (heutige Region Perm, zuvor Khanat Kasan). Die Familie Stroganow nahm die Ländereien mit Gewalt von der lokalen Bevölkerung an sich und besiedelte sie mit russischen Bauern, die von den Stroganows lehensabhängig waren. Unter den Stroganows wurde das Gebiet intensiv wirtschaftlich erschlossen, zudem Forts errichtet und lokale Unruhen mit einer Privatarmee (sogenannte „Druschinas“) unterdrückt. Nach einem Überfall durch das Khanat Sibir unter Kütschüm Khan 1573 auf die Ländereien berechtigte der Zar die Familie Stroganow, Krieg gegen Sibir zu führen, änderte seine Meinung jedoch rasch wieder.

In der Flotte der Stroganows, die Salz auf den Flüssen transportierte, hatte mutmaßlich auch Jermak Timofejewitsch gearbeitet. Der Matrose wurde zum Flusspiraten und laut der „Stroganow-Chronik“, die die Familie Stroganow als treibende Kraft der Kolonisation hervorhebt, von dieser im April 1579 als Kosakenkrieger angeworben. Im Gegensatz zu dieser Darstellung werden die Stroganows in der Yespiov-Chronik nicht erwähnt, Jermak handelt hier eigenständig. Jedenfalls überschritt Jermak mit rund 800 Kriegern den Ural und eroberte 1582 erstmals Kütschüm Khans Hauptstadt Qaschliq. Nach langwierigen Kämpfen zwischen den russischen Kosaken, Tataren und Einheimischen gaben die Russen Qaschliq im Frühjahr 1586 wieder auf.
Stattdessen setzte man die Taktik fort, systematisch Festungen (Ostrog) an strategischen Stellen und Handelswegen zu errichten. 1586 bauten 300 Russen einen Ostrog bei Tjumen und 1587 bei Tobolsk – die ersten russischen Gründungen östlich des Urals. 1594 folgten Tara weiter östlich und Surgut nördlich am Irtysch. 1598 wurde Werchoturje erbaut, welches an der Tura liegend den Weg über den Ural sichern sollte. In den 1590er Jahren überquerten die Russen den nördlichen Ural in das tiefer gelegene Ob-Becken. 1602 wurde Ketsk am Fluss Ket gegründet, was den Weg zum Fluss Jenissei öffnete. Die Kosaken drangen so immer weiter östlich vor, gründeten Forts und zwangen die indigene Bevölkerung zu Tributzahlungen an den Zaren. Ein großer Antrieb für die Erschließung und die Besiedelung war der Pelzhandel sowie die Freiheit von der Leibeigenschaft.
Ende des 17. Jahrhunderts wurde mit China der Vertrag von Nertschinsk geschlossen, der die Grenzen der Einflussgebiete beider Staaten am Amur festlegte. Im Laufe des 18. Jahrhunderts brachte Russland ganz Sibirien bis zur Beringstraße unter Kontrolle und begann mit der Ausdehnung auf dem nordamerikanischen Kontinent (Alaska, Fort Ross). In den 1860er Jahren entledigte sich Russland aus Sorge vor Überdehnung der amerikanischen Besitzungen (Verkauf von Alaska), erweiterte jedoch seinen Einfluss im Fernen Osten auf Kosten Chinas (Vertrag von Aigun). Weiteres russisches Vordringen in die Mandschurei und die Gründung von Häfen Port Arthur und Dalian lösten Spannungen mit Japan aus und führten nach dem Krieg von 1904/05 zum Verlust des Einflusses in Korea und der Mandschurei.

### Balkan und Kaukasus
Vor der Eingliederung ins Russische Reich waren die Gebiete zwischen der Nord-Ukraine und dem Asowschen Meer lange zwischen Polen-Litauen, dem Osmanischen Reich und dem Russischen Reich umkämpft gewesen. Dazu kamen die regelmäßigen Überfälle der Tataren des Krimkhanats und der Nogaier-Horde. Deshalb waren diese Steppengebiete trotz ihrer fruchtbaren Schwarzerde nur dünn besiedelt und trugen den Namen „Wildes Feld“.
1764 drängte Russland das Osmanische Reich und dessen Vasallenstaat Krimkhanat zurück; das Gebiet kam zu Russland und wurde Neurussland genannt. Die breitangelegte Erschließung des Gebietes wurde von Fürst Grigori Potjomkin organisiert. Das Land wurde an russische Adelige verteilt, die Kolonisten aus Zentralrussland mitbrachten und zusätzlich ausländische Kolonisten anwarben, überwiegend Deutsche, Serben und Griechen. Die Anzahl der Leibeigenen war geringer als in anderen Gebieten.
Im Frieden von Küçük Kaynarca 1774 erreichte Russland neben der Schwächung des Krimkhanates auch die Rolle als Schutzmacht der orthodoxen Christen im Osmanischen Reich. Diesen Status nutzte Russland in den nächsten Jahrzehnten, sich auf Kosten des Osmanischen Reiches am Schwarzen Meer auszudehnen. Erklärtes Ziel war die Eroberung der „Meerengen“, der Dardanellen und des Bosporus mit der Stadt Konstantinopel.
Zunächst ging es im Nordkaukasus nur um eine befestigte Verbindungsstraße ins transkaukasische Georgien, die Georgische Heerstraße. Deshalb wurden 1774 die beiden an diese Straße grenzenden Fürstentümer der Kabardiner annektiert. Daraus entwickelte sich schrittweise der beinahe 50-jährige Kaukasuskrieg (1817–1864), an dessen Ende Russland den Nordkaukasus erobert hatte.
In der Folge verschob sich der Fokus der russischen Expansion auf Zentralasien.
Nach dem verlorenen Krimkrieg 1856 machte sich Russland den Panslawismus zu eigen, um seinen Einfluss in Mitteleuropa und auf dem Balkan zu stärken; ein Vordenker war Nikolai Danilewski. Russland fand in Serbien einen Verbündeten für seine panslawistischen Pläne und unterstützte die Aufstände der slawischen Völker auf dem Balkan, was zur Balkankrise und schließlich zum Russisch-Türkischen Krieg (1877–1878) führte: Bulgarien wurde unabhängig vom Osmanischen Reich, doch konnte sich Russland auf dem Berliner Kongress nicht mit seiner Vision eines Groß-Bulgarien durchsetzen, das bis an die Adria reichen sollte.

### Zentralasien
Russland hatte ab dem 16. Jahrhundert an seinen südöstlichen Grenzen vom Kaspischen Meer bis zum Altaigebirge eine lange Linie von Kosakensiedlungen errichtet, die die Kasachen an Einfällen in das Wolgagebiet und Westsibirien hindern sollten. Die Kasachen brachen aber häufig durch die russischen Linien und griffen Siedlungen an.
Im beginnenden Zeitalter des Imperialismus dehnte Russland sein Einflussgebiet auf Turkestan aus. Nach Auflösung der Kleinen Horde 1822 und der Mittleren Horde 1824 wurde die kasachische Unabhängigkeit untergraben. In der Steppe wurden Grenzposten errichtet. Es folgten zunächst erfolglose Expeditionen gegen das Khanat Chiwa. In den 1840er Jahren wurden die Stützpunkte in die Steppe vorgeschoben und das Khanat Kokand bedroht. 1853 wurde Kasalinsk (heute Qasaly) erreicht, ein Jahr später Alma-Ata gegründet. Durch den Krimkrieg kam es zu einer Unterbrechung des Vordringens.
1864 wurden Dschambul (heute Taras), Jassy und Tschimkent (heute Schymkent) erobert. Die Russen erreichten den Fluss Tschu und umgaben die Kasachensteppe mit einem Ring von Forts. 1867 wurden die neu gewonnenen Gebiete als „Oblast Turkestan“ einem Militärgouverneur unterstellt, anschließend Chudschand und Samarkand erobert.

### Skandinavien
Anmerkung: Hier steht die Expansion Russlands im Vordergrund, nicht die Kolonisation.
Im Großen Nordischen Krieg (1700–1721) wurde Finnland russisch besetzt (1714–1721). Nach Abschluss des Friedens von Nystad endete zwar die Besetzung Finnlands, aber auch die bisherige Großmachtstellung Schwedens. In einem weiteren russisch-schwedischen Krieg, dem sogenannten Krieg der Hüte (1741–1743), wurde Finnland erneut besetzt, und im anschließenden Frieden wurde die russische Westgrenze bis an den Fluss Kymijoki vorgeschoben.
Während der Napoleonischen Kriege verbündete sich Russland mit Frankreich gegen Großbritannien und das mit diesem verbündete Schweden. 1808 griff Russland Schweden an und begann damit den Finnischen Krieg, als dessen Resultat Schweden im Vertrag von Fredrikshamn 1809 weite Gebiete an Russland abtreten musste: Den heutigen Süden Finnlands, die Ålandinseln sowie Teile Lapplands und Västerbottens. Aus diesen und den bereits 1721 und 1743 eroberten Gebieten wurde das Großfürstentum Finnland gebildet, das Teil des Russischen Reiches war, aber eine weitgehende politische Autonomie genoss.
Einem erstarkten finnischen Nationalbewusstsein traten ab dem Ende des 19. Jahrhunderts russische Bestrebungen einer Zentralisierung des Reiches und einer Russifizierung der zu diesem gehörenden Gebiete entgegen. Das sogenannte Februarmanifest des Zaren Nikolaus II. von 1899 schränkte die autonomen Rechte Finnlands spürbar ein. Dies hatte einen zähen politischen Konflikt zur Folge, zu dessen Zuspitzungen die Ermordung des Generalgouverneurs Nikolai Bobrikow 1904 und im Zusammenhang mit der Russischen Revolution 1905, ein umfassender Generalstreik im Herbst 1905 gehörten. Infolge des Generalstreiks sagte Nikolaus die Wiederherstellung der Autonomie sowie die Schaffung einer nichtständischen Volksvertretung zu.

### Mitteleuropa
Anmerkung: Hier steht die Expansion Russlands im Vordergrund, nicht die Kolonisation.
Polen-Litauen war lange Zeit der starke Nachbar im Westen Russlands, stürzte aber im 17. und 18. Jahrhundert in eine dauerhafte Krise und geriet unter russischen Einfluss. Sichtbar wurde dieser bei der Wahl 1764 in Anwesenheit von 20.000 russischen Soldaten. Schließlich wurde bis 1795 Polens innere Schwäche von seinen Nachbarn ausgenutzt und das Land in drei Teilungen Polens von der Karte getilgt. Russland erhielt den größten Teil, u. a. Litauen, Belarus und große Teile der Ukraine. Durch die Französische Revolution und die Kriege Napoleons kam es zu weiteren Grenzänderungen, die nur kurz Bestand hatten, bis schließlich auf dem Wiener Kongress 1815 das sogenannte Kongresspolen als Königreich Polen in Personalunion mit dem Russischen Kaiserreich verbunden wurde. Zuerst genoss dieses Staatswesen weitgehende Autonomie.
Mit dem Aufkommen des russischen Nationalismus wurde durch die zaristische Verwaltung versucht, diese Autonomie einzuschränken. 1830 brach in Warschau der Novemberaufstand aus, in dem die Polen versuchten, die russische Fremdherrschaft abzuschütteln, und wurde 1831 von der russischen Armee niedergeschlagen. In Folge wurde die polnische Bevölkerung einer verstärkten Russifizierung ausgesetzt, die sich nach dem zweiten gescheiterten Aufstand, dem Januaraufstand von 1863, weiter verstärkte: Die Bezeichnung Polen wurde verboten und das Land durch die russische Obrigkeit als Weichselland bezeichnet.

### Überblick über die Gebiete in Europa und Asien
| Ehemalige binnenkoloniale Territorien und Einflusssphären | Ehemalige binnenkoloniale Territorien und Einflusssphären | Ehemalige binnenkoloniale Territorien und Einflusssphären | Ehemalige binnenkoloniale Territorien und Einflusssphären |
| Besitzung                                                 | Erwerb                                                    | Verlust                                                   | Geschichte |
| --------------------------------------------------------- | --------------------------------------------------------- | --------------------------------------------------------- | --- |
| Armenien                                                  | 1829                                                      | 1918                                                      | im neunten Russisch-Türkischen Krieg 1829 kam der östliche Teil Armeniens an Russland, im zehnten Russisch-Türkischen Krieg 1857 kamen weitere Teile Ostarmeniens und die Provinzen Kars und Ardahan hinzu, 1918 als Demokratische Republik Armenien unabhängig |
| Aserbaidschan                                             | 1784                                                      | 1918                                                      | 1784 Eroberung von Nord-Aserbaidschan, im sechsten Russisch-Türkischen Krieg fielen bis 1814 die Khanate Gəncə, Schirwan, Karabach, Şəki, Quba, Baku und Talysch endgültig an Russland, im siebten Russisch-Persischen Krieges kamen 1828 noch die Khanate Naxçıvan und Jerewan (1828) hinzu, 1918 als Demokratische Republik Aserbaidschan unabhängig. |
| Baltikum                                                  | 1721                                                      | 1918                                                      | im Großen Nordischen Krieg 1721 trat Schweden die Provinzen Livland, Estland, Ingermanland und einen Teil Kareliens, sowie die Inseln Ösel, Dagö und Møn an Russland ab, 1918 auf Druck des Deutschen Reiches als Estland, Lettland und Litauen unabhängig |
| Finnland                                                  | 1808                                                      | 1918                                                      | 1808 im Zuge des Russisch-Schwedischen Krieges von Russland erobert, sowie die Ålandinseln, Teile von Lappland und Västerbotten, 1809 Gründung des Großfürstentums Finnland als autonomen Teil Russlands, 1918 unabhängig |
| Georgien                                                  | 1783                                                      | 1918                                                      | 1783 Schutzvertrag Ostgeorgiens (Kartlien-Kachetien) mit Russland, 1810 Eroberung des georgischen Königreiches Imeretien, nach dem Kaukasuskrieg 1864 Anschluss Westgeorgiens, 1918 unabhängig |
| Kars                                                      | 1878                                                      | 1918                                                      | nach dem Russisch-Türkischen Krieg 1877–1878 Teil des Russischen Reichs, nach der Oktoberrevolution wieder an die Türkei übergeben. |
| Kasachstan                                                | 1822                                                      | 1918                                                      | ab 1731 unter russischem Einfluss, 1801 als Kasachen-Khanat unabhängig, 1822 kommt ganz Kasachstan an Russland, 1918 autonome Sowjetrepublik |
| Kirgisistan                                               | 1865                                                      | 1918                                                      | ab 1865 schrittweise Eroberung, 1875 Russland eingegliedert, 1918 Teil der Turkestanischen Autonomen Sozialistischen Sowjetrepublik, 1925 Bildung des Karakirgisischen Autonomen Bezirks, 1935 Kirgisischen Sozialistischen Sowjetrepublik |
| Kongresspolen Weichselgebiet                              | 1815                                                      | 1916                                                      | 1815 vom Wiener Kongress erschaffen, durch Personalunion mit Russland verbunden, zwischen 1831 und 1867 als Weichselgebiet eingegliedert, 1916 als Regentschaftskönigreich Polen selbstständig |
| Kurilen-Inseln                                            | 1945                                                      |                                                           | Im 19. Jahrhundert zwischen Russland und Japan umstritten, ab 1945 sowjetisch, wird von Japan beansprucht |
| Mandschurei                                               | 1858                                                      | 1905                                                      | 1858 Annexion der Äußeren Mandschurei, 1900 auch Besetzung der Mandschurei südlich des Amur, durch den Russisch-Japanischen Krieg 1905 an China zurück |
| Moldau Bessarabien                                        | 1792 1878                                                 | 1856 1917                                                 | im Frieden von Jassy 1792 wurden vom Osmanischen Reich alle Besitzungen östlich des Dnister an Russland abgetreten, im Frieden von Bukarest 1812 Eingliederung eines erweiterten Bessarabiens, 1856 Unterstellung Moldaus und der Walachei unter die Kollektivgarantie der 7 Unterzeichnerstaaten, südliche Bessarabien zurück an Moldau, durch den Berliner Kongress 1878 kam Südbessarabien wieder an Russland, 1917 als Moldauische Demokratische Republik unabhängig |
| Sibirien                                                  | 1547                                                      |                                                           | seit der Gründung des Russischen Zarenreiches 1547 schrittweise Eroberung Sibiriens, das Teil Russlands wurde |
| Südsachalin                                               | 1945                                                      |                                                           | im 19. Jahrhundert zwischen Japan und Russland umstritten, seit 1945 sowjetisch, wird von Japan beansprucht |
| Tadschikistan                                             | 1868                                                      | 1924                                                      | 1868 wird Buchara russisches Protektorat und Tadschikistan somit eine Kolonie Russlands, 1924 autonome Republik innerhalb der Usbekischen SSR, 1929 eigene Sowjetrepublik |
| Turkmenistan                                              | 1894                                                      | 1924                                                      | seit 1894 russisch, 1924 Sowjetrepublik |
| Ukraine                                                   | 1667                                                      | 1917                                                      | nach dem Russisch-Polnischen Krieg 1654–1667 wurde die östlich des Dnepr gelegene Ukraine Teil des Zarentums Russland. 1795 wurde der westliche Teil mit Ausnahme Galiziens russisch. 1796 wurden der südliche und östliche Teil der heutigen Ukraine vom Osmanischen Reich an Russland abgetreten und im Gouvernement Neurussland zusammengefasst. 1917 unabhängig, 1922 Ukrainische Sowjetrepublik                                                                     |
| Usbekistan                                                | 1868                                                      | 1918                                                      | 1868 russische Kolonie und Errichtung des Generalgouvernements Turkestan, 1918 Teil der Turkestanischen Autonomen Sozialistischen Sowjetrepublik, 1925 eigene Sowjetrepublik |
| Belarus                                                   | 1793                                                      | 1918                                                      | nach der Teilung Polens 1793 russisch, 1918 zeitweise unabhängig, 1920–1939 Westteil an Polen angeschlossen, 1922 Sowjetrepublik |
| Russische Konzession Tientsin                             | 1895                                                      | 1943                                                      | 1895 an Russland, 1943 zurück an China |
| Russische Konzession Hankou                               | 1896                                                      | 1924                                                      | 1896 an Russland, 1924 aufgegeben |

Weiterhin:
- Xinjiang im Nordwesten Chinas, 1871–1911 russische Einflusszone
- Ili, ein kleiner Teil von Xinjiang, 1871–1881 als Kuldscha-Distrikt Teil des Russischen Kaiserreiches
- Tannu Tuwa erklärt sich 1911, in Folge der Ablösung der Mongolei von China, zur eigenständigen Republik Urjanchai und wird 1914 Teil Russlands
- Lüshunkou, 1898–1904 wurde die Stadt Lüshun zusammen mit der Halbinsel Liaodong von China an Russland verpachtet. Die Russen nannten die Stadt Port Arthur

## Überseeische Kolonie Russisch-Amerika mit Alaska
Schon 1741 wurde Alaska durch die russische Bering-Tschirikow-Expedition (wieder)entdeckt. Die Russländisch-Amerikanische Kompagnie erhielt 1799 von Zar Paul I. das Monopol für den Pelzhandel in Russisch-Amerika. Obwohl bis gegen Ende des 18. Jahrhunderts zahlreiche spanische, britische, französische und amerikanische Expeditions- und Handelsschiffe entlang der Küsten Alaskas segelten, blieb das Land bis 1867 bei Russland. In diesem Jahr kauften die Vereinigten Staaten Alaska für 7,2 Millionen US-Dollar von Russland.
Im Zuge der territorialen Erweiterung Russisch-Amerikas gab es Bestrebungen Russlands, sich weiter südlich im klimatisch günstigeren Kalifornien festzusetzen. So wurde 1812 rund 80 Kilometer nördlich San Franciscos das Fort Ross als der Versuch der Errichtung einer Ernährungsbasis für den Norden aufgebaut. Wegen mangelnder Wirtschaftlichkeit wurde es jedoch 1841 an den Schweizer Johann August Sutter verkauft.

## Territorien außerhalb des zusammenhängenden Festlands

Russische Territorien von Korfu bis nach Kalifornien

### Korfu und ionische Inseln
Nach der Zerschlagung der Republik Venedig durch Napoleon wurden die ionischen Inseln (seither Griechenland), 1798 russisches Protektorat, dies bestand auf Korfu am längsten (1808).

### Jever
Jever und Umland (Niedersachsen, Deutschland) waren keine kolonialen Erwerbungen, sondern 1793 Erbe Katharinas II. 1818 trat Russland das Gebiet an Oldenburg ab.

### Port Arthur
Port Arthur, seither Stadtteil von Dalian, Volksrepublik China, war von 1898 an russisches Pachtgebiet und Flottenstützpunkt am Gelben Meer. Russland verzichtete auf Port Arthur 1905 infolge des Russisch-Japanischen Kriegs durch den Vertrag von Portsmouth.

### Kauaʻi
1816 schloss der in russischen Diensten stehende Deutsche Georg Anton Schäffer eigenmächtig, aber im Namen der russischen Krone, einen Protektoratsvertrag über die Hawaii-Insel Kauaʻi mit dem hawaiischen Unter-König Kaumualii ab. Dieser Vertrag wurde allerdings vom Zaren abgelehnt und Schäffer 1817, auch auf Druck US-amerikanischer und britischer Geschäftsleute, die als königliche Berater fungierten, zum Verlassen von Hawaii gezwungen. Das dortige russische Fort wurde aufgegeben.

### Sachsen
Das Generalgouvernement Sachsen stand vom 21. Oktober 1813 bis zum 10. November 1814 unter russischer Militärverwaltung. Generalgouverneur war Fürst Repnin-Wolkonski. Sachsen war jedoch keine russische Kolonie im engeren Sinne.

### Sagallo
Bei Sagallo im heutigen Dschibuti versuchte 1889 der Kosake Nikolai Aschinow einen Ausgangspunkt für eine russische Kolonisation in Afrika zu schaffen („Russisch-Somaliland“). Französische Ansprüche und die Zurückhaltung des russischen Zaren vereitelten dieses Vorhaben.